# Wout Poels
Wout Poels   (Venray, 1 d'octubre de 1987) és un ciclista neerlandès, professional des del 2006. Actualment corre a l'equip XDS Astana Team.
En el seu palmarès destaca la general a la Volta a la Comunitat Valenciana del 2016, algunes etapes en curses d'una setmana, com la Volta al País Basc (2014), la Tirrena-Adriàtica (2015) o la Volta a Catalunya (2016); però sobretot la Lieja-Bastogne-Lieja del 2016, que guanyà en imposar-se a l'esprint a Michael Albasini i Rui Costa, i una etapa al Tour de França i la Volta a Espanya, ambdues el 2023.

## Palmarès
- 2008
  - 1r a la Volta a Lleó
- 2010
  - Vencedor d'una etapa del Tour de l'Ain
  - Vencedor d'una etapa de la Volta a la Gran Bretanya
- 2011
  - Vencedor d'una etapa del Tour de l'Ain
  - Vencedor de la classificació dels joves del Tour del Mediterrani
- 2012
  - Vencedor d'una etapa a la Volta a Luxemburg
  - Vencedor de la classificació dels joves de la Tirrena-Adriàtica
- 2013
  - Vencedor d'una etapa del Tour de l'Ain
- 2014
  - Vencedor d'una etapa de la Volta al País Basc
- 2015
  - Vencedor d'una etapa a la Tirrena-Adriàtica
  - Vencedor d'una etapa a la Volta a la Gran Bretanya
- 2016
  - 1r a la Lieja-Bastogne-Lieja
  - 1r  a la Volta a la Comunitat Valenciana, vencedor de 2 etapes. 1r  de la classificació per punts i 1r  de la classificació de la muntanya
  - Vencedor d'una etapa a la Volta a Catalunya
  - Vencedor d'una etapa a la Volta a la Gran Bretanya
- 2017
  - Vencedor d'una etapa a la Volta a Polònia
- 2018
  - Vencedor d'una etapa a la Volta a Andalusia
  - Vencedor d'una etapa a la París-Niça
  - Vencedor d'una etapa a la Volta a la Gran Bretanya
- 2019
  - Vencedor d'una etapa al Critèrium del Dauphiné
- 2022
  - 1r  a la Volta a Andalusia i vencedor d'una etapa
- 2023
  - Vencedor d'una etapa al Tour de França
  - Vencedor d'una etapa a la Volta a Espanya
- 2024
  - Vencedor d'una etapa al Volta a Hongria
- 2025
  - 1r a la Volta a Turquia i vencedor d'una etapa

### Resultats al Tour de França
- 2011. Abandona (9a etapa)
- 2012. Abandona (6a etapa)
- 2013. 28è de la classificació general
- 2015. 44è de la classificació general
- 2016. 28è de la classificació general
- 2018. 58è de la classificació general
- 2019. 26è de la classificació general
- 2020. 110è de la classificació general
- 2021. 16è de la classificació general
- 2023. 27è de la classificació general. Vencedor d'una etapa
- 2024. 43è de la classificació general

### Resultats a la Volta a Espanya
- 2011. 17è de la classificació general
- 2013. Abandona (14a etapa)
- 2014. 38è de la classificació general
- 2017. 6è de la classificació general
- 2019. 34è de la classificació general
- 2020. 6è de la classificació general
- 2022. No surt (9a etapa)
- 2023. 15è de la classificació general. Vencedor d'una etapa

### Resultats al Giro d'Itàlia
- 2014. 21è de la classificació general
- 2018. 12è de la classificació general
- 2022. 34è de la classificació general
- 2025. 50è de la classificació general